# Halvtal
Inom matematiken är ett halvtal ett tal av formen
{\displaystyle n+{1 \over 2}},
där {\displaystyle n} är ett heltal. Till exempel,
4½, 7/2, −13/2, 8.5
är alla halvtal. Observera att hälften av ett heltal inte alltid är ett halvtal: hälften av ett jämnt heltal är ett heltal men inte ett halvtal. Hälften av ett udda heltal är däremot ett halvtal.
Mängden av alla halvtal betecknas ofta
{\displaystyle \mathbb {Z} +{1 \over 2}.}

## Användningsområden
Halvtal förekommer tillräckligt ofta i matematiska sammanhang att en särskild term för dem är praktisk. Till exempel, tätpackade kristallstrukturer per enhet sfärer i fyra dimensioner placerar en sfär vid varje punkt vars koordinater antingen är alla heltal eller alla halvtal. Denna packning är nära besläktad med Hurwitz heltal som är kvaternioner vars reella koefficienter antingen är alla heltal eller alla halvtal.
Dessutom är Paulis uteslutningsprincip resultaten från definitionen av fermioner såsom partiklar som har spinn som är halvtal.
Likaså är även fakultet och gammafunktionen, samtidigt som det inte definieras för negativa och icke-positiva heltal respektive definierad för alla halvtal såsom rationella multiplar av kvadratroten ur pi.